# Jean-Louis Simien
Pour les articles homonymes, voir Simien.
Jean Louis Simien, né le 10 décembre 1736 à Roybon (Isère), mort le 12 février 1803 à Bar-sur-Ornain (Meuse), est un général de brigade de la Révolution française.

## États de service
Il entre en service le 25 décembre 1755, comme soldat au régiment de Lorraine, et il fait les campagnes d’Allemagne de 1757 à 1762. Il devient sergent le 1er juin 1762, et il est blessé le 15 septembre suivant à Marbourg. Il est nommé fourrier le 10 juin 1774, sergent-major le 10 août 1776, adjudant le 24 mai 1780 et porte drapeau le 26 mai 1786.
Il est élevé au grade de sous-lieutenant le 8 mars 1788, et il est fait chevalier de Saint-Louis le 13 février 1791. Le 15 septembre 1791, il passe adjudant-major au 47e régiment d’infanterie, et il reçoit son brevet de capitaine le 12 janvier 1792, puis devient chef de bataillon le 30 juillet 1793. 
Il est promu général de brigade le 7 octobre suivant. Il sert à l’armée des Alpes de 1793 à 1797, puis il est employé à Fort Barraux avec la division du général de Rivaz le 21 décembre 1793, et il commande la Maurienne au sein de la division Bas de L'Aulne le 1er mai 1794. Le 20 juin 1794, il prend un commandement au Mont Cenis dans la division Dours, et le 4 avril 1795, Il est employé à la 4e division de réserve sous Pellapra, avant de rejoindre la 3edivision du général La Bayette à l'armée des Alpes. Il est réformé le 18 mars 1797, et il est admis à la retraite le 29 avril 1801. 
Il meurt le 12 février 1803, à Bar-sur-Ornain.

## Sources
- (en) « Generals Who Served in the French Army during the Period 1789 - 1814: Eberle to Exelmans »
- (pl) « Napoléon.org.pl »
- Étienne Charavay, Correspondance générale de Carnot, tome 3, Imprimerie nationale, 1897, p. 359.
- J.J.A.D Pilot, Statistique du département de l'Isère, Grenoble, F. Allier Père et Fils, 1847, p. 327.
- Georges Six, Dictionnaire biographique des généraux & amiraux français de la Révolution et de l'Empire (1792-1814), Paris : Librairie G. Saffroy, 1934, 2 vol., p. 456-457